# عمارت شهرداری قزوین
عمارت شهرداری قزوین مربوط به دوره قاجار می باشد و در خیابان شهرداری قزوین واقع شده‌است. این بنا اولین ساختمان شهرداری در ایران است.

## پیشینه
در سال ۱۲۷۱ه‍.ش امتیاز ساخت راه انزلی به قزوین از طرف ناصرالدین شاه به شرکت روسی «بیمه و حمل‌ونقل» داده شد. شرکت روسی با آغاز کار اقدام به ساخت مجموعه بناهایی برای خود در محوطه خوش آب‌وهوای شمال شرقی شهر قزوین (محله پنبه ریسه) کرد که به «کانتور» که در زبان روسی به معنای دفتر کار و اداره است؛ مشهور شد. از جمله این بناها، عمارت لاله‌زار (ساختمان بلدیه یا همان شهرداری کنونی) می‌باشد. این ساختمان را به عنوان تماشاخانه (سالن تئاتر و سینما) در قزوین احداث کردند تا مورد استفاده کارکنان خود که در تأسیسات ساخت راه شوسه کار می‌کردند، قرار گیرد.
بدنبال انقلاب کمونیستی در سال ۱۹۱۷ میلادی و لغو امتیازهای استعماری، اتباع روسیه از ایران خارج شدند. با ترک روس‌ها، محوطه کانتور (مجموعه بناهای ساخته شده توسط روس‌ها) به دست انگلیسی‌ها افتاد که به بهانه دفع کمونیسم وارد قزوین شده بودند. پس از اتفاقات سوم اسفند ۱۲۹۹ خورشیدی که به کودتای سیاه نیز مشهور است؛ انگلیسی‌ها ایران را ترک کرده و قسمتی از محوطه کانتور، محل استقرار نیروهای امنیه (ژاندارمری) قرار گرفت.
براساس مصوبات جلسه هیئت وزیران در شانزدهم خرداد سال ۱۳۰۶، عمارت لاله‌زار به عنوان مدرسه دولتی به وزارت فرهنگ و معارف تحویل داده شد، ولی در ششم شهریور همان سال به دنبال سفر رضا شاه به قزوین و اقامت او در مجموعه لاله‌زار؛ دستور وی مبنی براختصاص این بنا به بلدیه، باعث شد سه روز بعد از این دستور، بلدیه قفل عمارت لاله‌زار را شکسته و عمارت را تصرف کند و بعدها فضای اطراف کلیسای کانتور در اختیار اداره فرهنگ و معارف قرار گرفت.

## معماری
این بنا دارای شش ستون در ایوان جنوبی است که در حد فاصل ستون‌ها، پایه‌های سنگی چهارگوشی تعبیه شده که به جای گلدان استفاده می‌شود. این ستون‌های استوانه ای سرستون‌هایی تزیینی به شکل حلزون همراه با گل دارند و حامل سقف بنا هستند. چهار مناره کوتاه آجری به صورت مکعب در بالای پیشانی ساختمان که تزییناتی از گچ روکار و آجرکاری به سبک گره چینی داراست با طاق تزیینی همراه شده‌است. در و پنجره‌های جنوبی، شرقی و غربی ساختمان، قابی تزیینی به شکل طاق یا قوس و شیشه‌های رنگی دارند. چند اتاق بزرگ و کوچک و یک سالن تقریبا“ دویست متری با تزیینات گچبری مختصری در سقف از ویژگی‌های دیگر این عمارت به‌شمار می‌روند.

## موزه بلدیه
این عمارت به تازگی مرمت گردیده و تبدیل به موزه بلدیه (شهرداری) شده‌است. از جمله آثاری که در این موزه به نمایش گذاشته شده‌است می‌توان به زین اسب، دستگاه تایپ و رادیوگرام صدرالعلماء اولین شهردار قزوین، مکاتبات اداری، نامه‌های مردم، بیش از ۲۰۰۰ سند از حوزه‌های شهرداری و نیز اسنادی در خصوص شرکت‌های زیر مجموعه شهرداری مثل شرکت آب و برق به معرض دید گذاشته شده‌است.

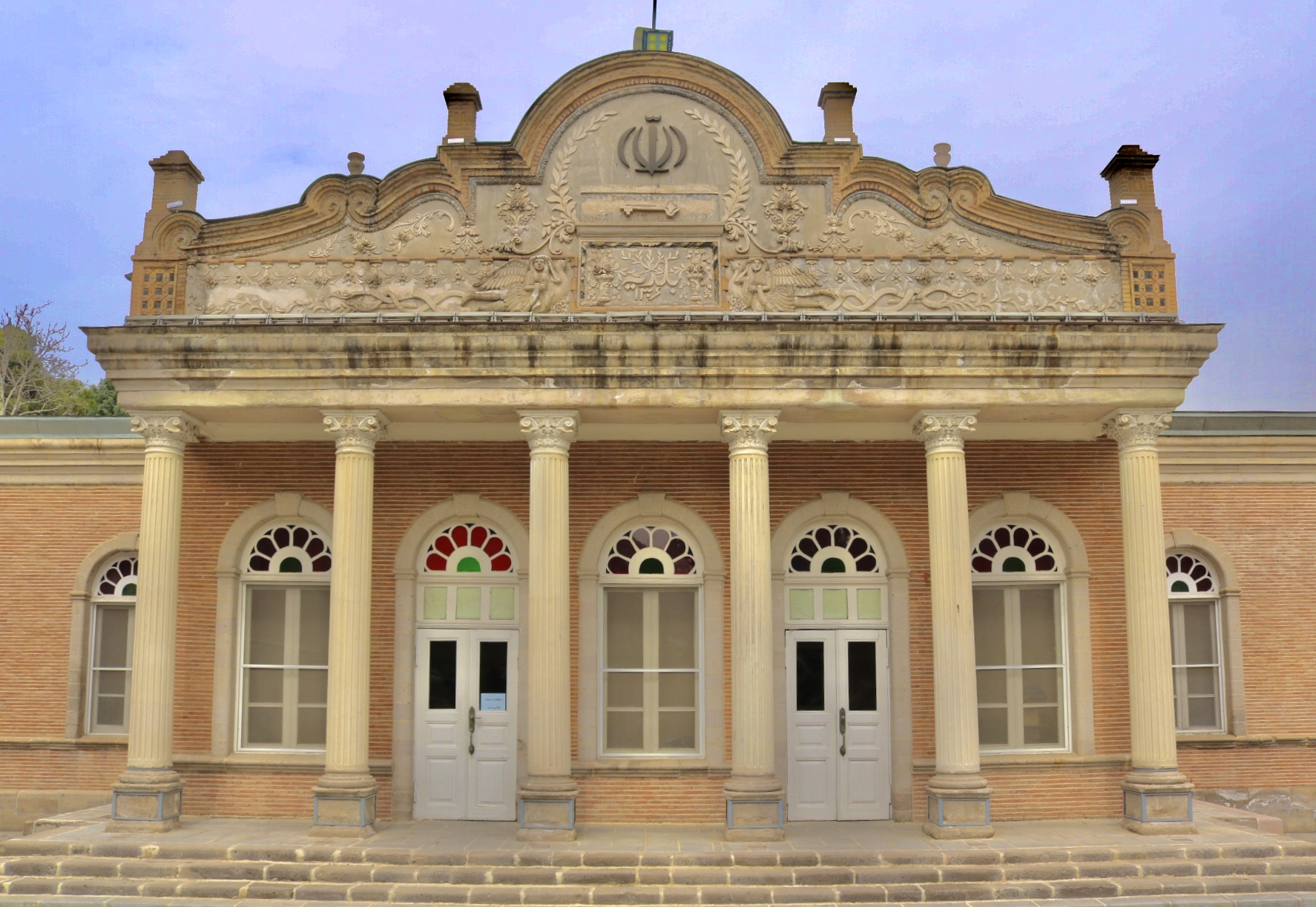
عمارت بلدیه قزوین
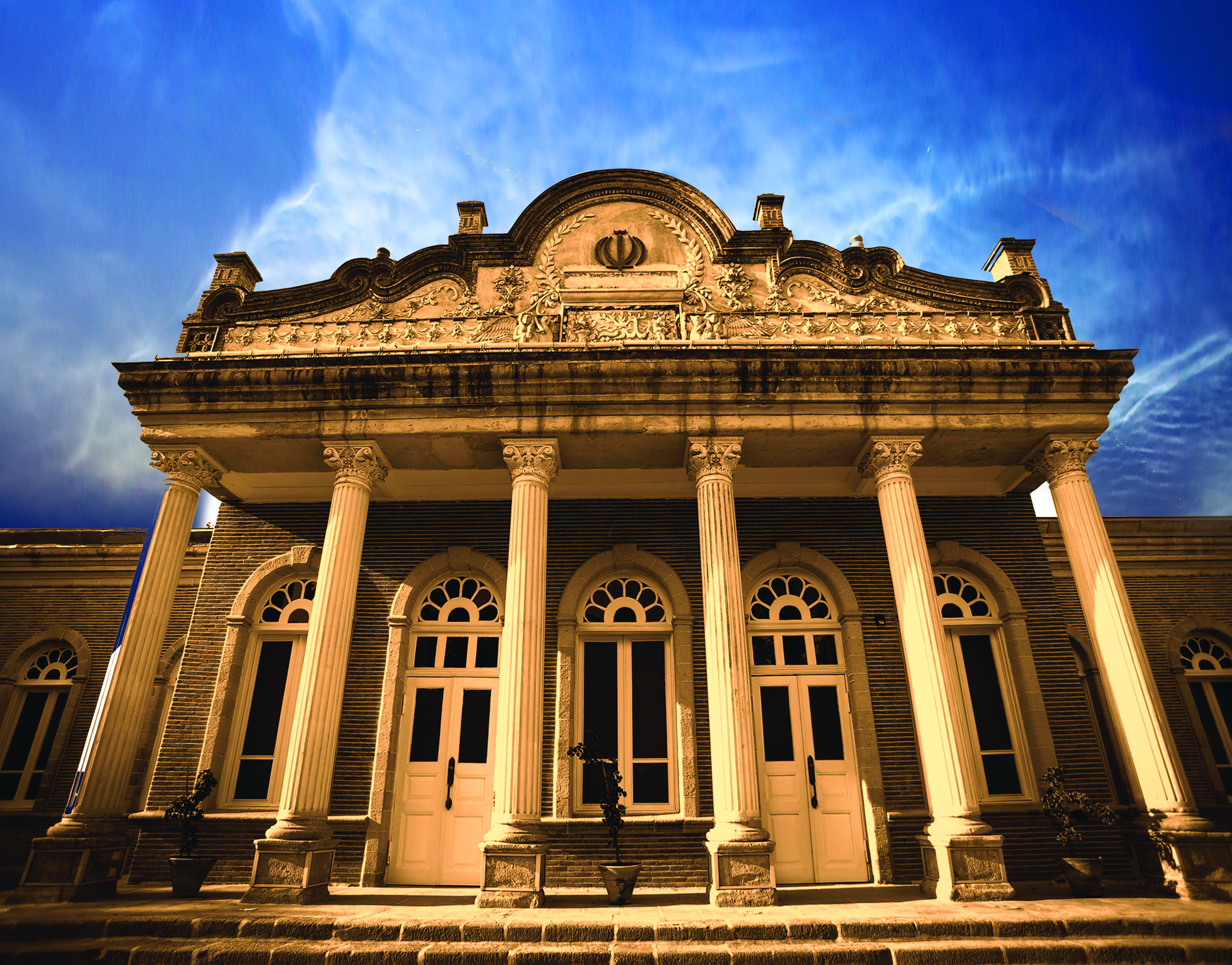
عمارت بلدیه قزوین

## ثبت ملی
این اثر در تاریخ ۲۷ بهمن ۱۳۷۸ با شمارهٔ ثبت ۲۵۸۸ به‌عنوان یکی از آثار ملی ایران به ثبت رسیده‌است.